# Majar
Majar (edn. Maja) so bitja iz Tolkienove mitologije. Spadajo med ajnur, ki so prišli na Ardo in so pomočniki valar v Srednjem svetu.

## Omenjeni majar
- Aiwendil
- Alatar
- Arien
- Curumo
- Eönwë
- Ilmarë
- Gothmog
- Melian
- Olórin
- Ossë
- Pallando
- Salmar
- Sauron
- Tilion
- Uinen

## Vloga
Majar so med drugim prihajali v Srednji svet po naročilih valar. Bolj znani majar v Srednjem svetu so bili Melian in Istari.